# Гнеј Калпурније Пизон
Гнеј Калпурније Пизон (лат. Gnaeus Calpurnius Piso; 44/43. п. н. е. − 20 н. е.) био је римски државник током владавина Августа и Тиберија. Служио је као конзул 7. године пре нове ере, након чега је именован за гувернера Хиспаније и конзула Африке. Пизон је најпознатији по томе што је оптужен за тровање и убиство Германика, наследника цара Тиберија.

## Породица
Рођен је у породици Калпурнија, а конкретно је припадао грани Калпурнија Пизона. Његов отац и деда делили су исто име са њим, при чему је отац био конзул 23. п. н. е., а деда један од учесника Катилинине завере. Имао је брата, Луција Калпурнија Пизона, који је био аугур и постао конзул 1. п. н. е.
Пизон је био ожењен Мунацијом Планцином, женом племенитог порекла и богатства. Са Планцином је имао два сина: Гнеја Калпурнија Пизона, који је након очеве смрти морао да преузме име Луције Калпурније Пизон (који је био конзул 27. године н. е.), и Марка Калпурнија Пизона.

## Каријера
Пизон је обављао неколико функција под Августом и Тиберијем. Историчар Роналд Сајм претпоставља да је Пизон био војни трибун у шпанским кампањама 26–25. п. н. е. Ово је у сагласности са његовим познатим мандатом triumvir monetalis-а 23. п. н. е. Између те функције и именовања за квестора, што му је омогућило улазак у Римски сенат, Сајм претпоставља да се Пизон оженио. Сајм попуњава јаз између тих догађаја и његовог конзулата различитим активностима, као што је праћење пријатеља Клаудија Нерона у његовој алпској кампањи. У неком тренутку између 5. п. н. е. и 2. н. е. примљен је у Колегијум понтифика.
Године 3. п. н. е. био је проконзул провинције Африка, док је 9. године био проконзул Тараконске Хиспаније. Према Тациту, био је окрутан према становницима Шпаније, али током његовог суђења 20. године те оптужбе су одбачене као „старе и небитне”.
Иако је током своје каријере добијао бројна именовања, Пизон је био познат по наглој нарави. Године 16. супротставио се Тиберију, тврдећи да би Сенат требало да буде у могућности да води послове без цара ако је цар одсутан из Рима. Тек након дуге расправе између Пизона и сенатора блиских Тиберију изгубио је ту дебату.

### Гувернер Сирије
Године 17, престолонаследник Германик добио је команду над источним делом Римског царства, а Пизон је именован за његовог легата и постављен за гувернера Сирије. Ово именовање донело му је команду над четири легије. Иако су Пизон и Германик били истог ранга, Германик је имао већу власт (imperium maius). Тацит наводи да је Пизон постављен како би надзирао Германика и да је добио тајна упутства од Тиберија да осујети његове напоре и контролише га.
Лета 19. године, Германик је отпутовао у Египат да би се бавио одређеним питањима, а по повратку је открио да је Пизон игнорисао његове наредбе упућене градовима и легијама. Германик је био бесан и наредио је да Пизон буде враћен у Рим. Током њиховог сукоба, Германик се разболео, а иако је Пизон напустио провинцију, Германик је тврдио да га је Пизон отровао. Пизон је добио писмо од Германика у којем је овај раскинуо њихово пријатељство (amicitia). Десетог октобра Германик је умро од болести. Чувши за његову смрт, Пизон се вратио да би поново преузео команду над Сиријом.

## Суђење и смрт
Како је Германикова смрт наступила током њиховог сукоба, већина људи је сумњала да га је Пизон отровао, иако то никада није доказано. Наоружани покушај Пизона да поново преузме контролу над Сиријом одмах након Германикове смрти изазвао је још веће негодовање. Ово, заједно са гласинама о тровању Германика и његовим понашањем још од времена када је био гувернер Хиспаније, искористили су делатори у својим оптужбама против њега. Није прошло много времена пре него што је случај предат цару.
Тиберије је био приморан да нареди истрагу и, након кратког саслушања обе стране, одлучио је да случај препусти Сенату. Није крио своја осећања: Пизони су дуго били присталице Клаудијеваца, још од раних дана Октавијана. Одржано је јавно суђење, а Тиберије је дозволио Пизону да позове сведоке свих друштвених редова, укључујући и робове, као и да има више времена за излагање од тужилаца. Ипак, то није донело промену: пре изрицања пресуде, Пизон је умро. Починио је самоубиство, иако Тацит нагађа да га је Тиберије можда убио, плашећи се да и сам буде оптужен за умешаност у Германикову смрт.
Оптужбе против Пизона биле су бројне, укључујући: непослушност, корупцију, напуштање и поновни улазак у провинцију, погубљења по кратком поступку, разарање војне дисциплине, злоупотребу царског новца, подстицање грађанског рата и скврнављење божанствености бога Августа. Иако је оптужен и за убиство Германика, званично је осуђен само за напуштање и поновни улазак у Сирију без одобрења како би започео рат, као и за кршење Германиковог империјума. Германик, иако истог проконзуларног ранга, имао је већу власт (imperium maius), коју му је Сенат доделио пре одласка на исток 17. године.
У складу са законом lex Iulia maiestatis, Сенат је конфисковао његову имовину, забранио жалост за његовом смрћу, уклонио његове слике, као што су статуе и портрети, и избрисао његово име са једне од статуа у оквиру забране сећања. Поред тога, Сенат је наредио curatores locorum publicorum iudicandorum да би уклонио и уништио грађевине изнад капије Порта Фонтиналис које су спајале његове поседе. Међутим, како би показао милост, Сенат је вратио Пизонову имовину и поделио је једнако његовим синовима, уз услов да његова ћерка Калпурнија добије 1.000.000 сестерција као мираз и још 4.000.000 као личну својину. Његова супруга Планцина је ослобођена.
Наводно је Мунација Планцина била осуђена за веома озбиљне злочине, али се њена моћна заштитница Ливија, мајка цара Тиберија, заузела за њу и вршила притисак на Тиберија. Због тога је њено ослобађање било очекивано, а она се одрекла свог мужа Пизона који је извршио самоубиство. Недавно откривена резолуција Сената такође потврђује да је Мунација Планцина своју некажњивост дуговала препоруци Тиберија, на којег је Ливија извршила притисак. Међутим, након Ливијине смрти 29. године, Планцина више није имала моћну заштитницу. Године 33. Тиберије је обновио оптужбе, а Планцина је починила самоубиство пре пресуде.
Пизонови саучесници, Виселије Кар и Семпроније Бас, проглашени су одметницима због издаје. Њихова имовина требало је да буде продата, а добит прослеђена јавном трезору. Није јасно да ли је њихов случај обрађен од стране судске власти, као што је quaestio, или од стране Сената.

## Карактер
Пизон је описан као човек насилне нарави, без икаквог осећаја за послушност и са природном ароганцијом, који је себе сматрао супериорним у односу на Тиберијеву децу. Тацит је даље тврдио да је Пизонова женидба са Планцином, женом племенитог порекла и богатства, само подгрејала његове амбиције.
Сенека, у свом делу О гневу, говори негативно о Пизону. Он наводи причу о легионару који се вратио из потраге без свог друга и није могао да објасни где је овај нестао. Пизон је, сумњајући на убиство, оптужио легионара и осудио га на смрт, не пруживши му прилику да потражи несталог војника. Центурион је добио наређење да обезглави оптуженог. На срећу легионара, пре него што је центурион замахнуо мачем, нестали војник је ушао у логор и погубљење је прекинуто. Сва тројица су отишла код Гнеја Пизона да покажу да се војник вратио. На то је Пизон наредио да сва тројица буду обезглављена: први јер је изгубио друга, центурион јер није извршио наређење, а трећи јер се изгубио.

### Примарни извори
- Suetonius, Lives of the Twelve Caesars, Life of Caligula, Latin text with English translation
- Suetonius, Lives of the Twelve Caesars, Life of Tiberius, Latin text with English translation
- Tacitus, Annals, I–III, English translation
- Senatus Consultum de Pisone ("The Senate's decree against Gnaeus Piso senior")
- Seneca the Younger, de Ira I, XVIII, 3–4

### Секундарни извори
- Ando, Clifford; Tuori, Kaius; Plessis, Paul J. du, ур. (2016), Oxford Handbook of Law and Society, Oxford University Press, ISBN 978-0198728689
- Dando-Collins, Stephen (2008), Blood of the Caesars: How the Murder of Germanicus Led to the Fall of Rome, Wiley, ISBN 978-0470137413
- Eck, Werner; Caballos, Antonio; Fernández, Fernando . Das Senatus consultum de Cn. Pisone patre. 1996. ISBN 3-406-41400-1.. Vestigia, vol. 48: Munich: C. H. Beck,
- Hornblower, Simon; Spawforth, Antony; Eidinow, Esther, ур. (2012), The Oxford Classical Dictionary, Oxford University Press, ISBN 978-0199545568
- Lott, J. Bert (2012), Death and Dynasty in Early Imperial Rome: Key Sources, with Text, Translation, and Commentary, Cambridge University Press, ISBN 978-0521860444
- Rowe, Greg (2002), Princes and Political Cultures: The New Tiberian Senatorial Decrees, University of Michigan Press, ISBN 0472112309
- Sherk, Robert K. (1984), Rome and the Greek East to the death of Augustus, Cambridge University Press, ISBN 978-0521271233
- Shotter, David (1992), Tiberius Caesar, London: Routledge, ISBN 978-0203625026
- Syme, Ronald (1986), The Augustan Aristocracy, Clarendon Press, ISBN 978-0198147312
- Chisholm, Hugh, ур. (1911). „Piso”.  (на језику: енглески). 21 (11 изд.). Cambridge University Press. стр. 652.